# Джонсон-Сайдінг (Південна Дакота)
Джонсон-Сайдінг (англ. Johnson Siding) — переписна місцевість (CDP) в США, в окрузі Пеннінґтон штату Південна Дакота. Населення — 614 особи (2020).

## Географія
Джонсон-Сайдінг розташований за координатами 44°5′4″ пн. ш. 103°26′17″ зх. д. / 44.08444° пн. ш. 103.43806° зх. д. (44.084565, -103.437985).  За даними Бюро перепису населення США в 2010 році переписна місцевість мала площу 9,67 км², уся площа — суходіл.

## Демографія
Згідно з переписом 2010 року, у переписній місцевості мешкало 659 осіб у 305 домогосподарствах у складі 220 родин. Густота населення становила 68 осіб/км².  Було 337 помешкань (35/км²).
Расовий склад населення:
| - 93,9 % — білих - 4,1 % — корінних американців - 1,4 % — азіатів - 0,2 % — чорних або афроамериканців |

До двох чи більше рас належало 0,3 %. Частка іспаномовних становила 3,6 % від усіх жителів.
За віковим діапазоном населення розподілялося таким чином: 14,0 % — особи молодші 18 років, 62,8 % — особи у віці 18—64 років, 23,2 % — особи у віці 65 років та старші. Медіана віку мешканця становила 52,9 року. На 100 осіб жіночої статі у переписній місцевості припадало 97,3 чоловіків;  на 100 жінок у віці від 18 років та старших — 97,6 чоловіків також старших 18 років.
Середній дохід на одне домашнє господарство  становив 96 254 долари США (медіана — 90 735), а середній дохід на одну сім'ю — 116 077 доларів (медіана — 112 932). Медіана доходів становила 63 833 долари для чоловіків та 34 423 долари для жінок. 
Цивільне працевлаштоване населення становило 461 особа. Основні галузі зайнятості: освіта, охорона здоров'я та соціальна допомога — 34,3 %, роздрібна торгівля — 14,8 %, будівництво — 11,5 %.